# Simon Olsson
Simon Olsson (Linköping, 14 de septiembre de 1997) es un futbolista sueco que juega en la demarcación de centrocampista para el IF Elfsborg de la Allsvenskan.

## Selección nacional
Tras jugar en las categorías inferiores de la selección, finalmente hizo su debut con la selección absoluta de Suecia el 21 de marzo de 2024 contra Portugal en un partido amistoso que finalizó con un resultado de 5-2 a favor del combinado portugués tras los goles de Rafael Leão, Matheus Nunes, Bruno Fernandes, Bruma y Gonçalo Ramos para Portugal, y de Viktor Gyökeres y Gustaf Nilsson para Suecia.

## Clubes
| Club          | País         | Año       | Partidos | Goles |
| ------------- | ------------ | --------- | -------- | ----- |
| AFK Linköping | Suecia       | 2013      | 10       | 0     |
| IF Elfsborg   | Suecia       | 2016-2022 | 170      | 13    |
| SC Heerenveen | Países Bajos | 2022-2025 | 89       | 3     |
| IF Elfsborg   | Suecia       | 2025-     |          |       |